# Ágrilos
Ágrilos är en ort i Grekland.   Den ligger i prefekturen Messenien och regionen Peloponnesos, i den södra delen av landet, 210 km väster om huvudstaden Aten. Ágrilos ligger 2 meter över havet och antalet invånare är 131.
Terrängen runt Ágrilos är varierad. Havet är nära Ágrilos åt nordväst. Runt Ágrilos är det ganska tätbefolkat, med 72 invånare per kvadratkilometer. Närmaste större samhälle är Filiatrá, 7,5 km söder om Ágrilos. == Kommentarer ==
1. ↑  Framräknat ur höjduppgifter (DEM 3") från Viewfinder Panoramas.[2] Mer om algoritmen finns här: Användare:Lsjbot/Algoritmer.
2. ↑  Framräknat ur variansen i alla höjduppgifter (DEM 3") från Viewfinder Panoramas, inom 10 km radie.[2] Mer om algoritmen finns här: Användare:Lsjbot/Algoritmer.